# Verfeil (Tarn-et-Garonne)
Verfeil é uma comuna francesa na região administrativa de Occitânia, no departamento de Tarn-et-Garonne. Estende-se por uma área de 18,46 km². Em 2010 a comuna tinha 419 habitantes (densidade: 22,7 hab./km²).